# Championnats d'Érythrée de cyclisme sur route
Les championnats d'Érythrée de cyclisme sur route (en ligne et contre-la-montre) sont organisés depuis 2011 au mois de juin, après une première édition en ligne organisée en novembre 2008. Daniel Teklehaimanot a remporté quatre des cinq titres mis en jeu.

## Hommes

### Podiums de la course en ligne
| Année | Vainqueur              | Deuxième               | Troisième              |
| ----- | ---------------------- | ---------------------- | ---------------------- |
| 2008  | Daniel Teklehaimanot   | Bereket Yemane         | Meron Russom           |
| 2011  | Fregalsi Debesay       | Henok Abraha           | Semere Mengis          |
| 2012  | Daniel Teklehaimanot   | Tesfom Okbamariam      | Arha Debesay           |
| 2013  | Meron Teshome          | Meron Amanuel          | Kindishih Debesay      |
| 2014  | Amanuel Gebrezgabihier | Aron Debretsion        | Yonas Tekeste          |
| 2015  | Natnael Berhane        | Tesfom Okbamariam      | Amanuel Gebrezgabihier |
| 2016  | Daniel Teklehaimanot   | Metkel Eyob            | Mikiel Habtom          |
| 2017  | Meron Abraham          | Elias Afewerki         | Merhawi Kudus          |
| 2018  | Merhawi Kudus          | Amanuel Gebreigzabhier | Metkel Eyob            |
| 2019  | Natnael Berhane        | Natnael Tesfatsion     | Robel Tewelde          |
| 2020  | Pas organisé           | Pas organisé           | Pas organisé           |
| 2021  | Dawit Yemane           | Merhawi Kudus          | Metkel Eyob            |
| 2022  | Merhawi Kudus          | Natnael Tesfatsion     | Niyat Russom           |
| 2023  | Awet Aman              | Petros Mengis          | Henok Mulubrhan        |
| 2024  | Natnael Tesfatsion     | Aklilu Arefayne        | Metkel Eyob            |
| 2025  | Nahom Zerai            | Meron Teshome          | Natnael Tesfatsion     |

Multi-titrés
- 3 : Daniel Teklehaimanot

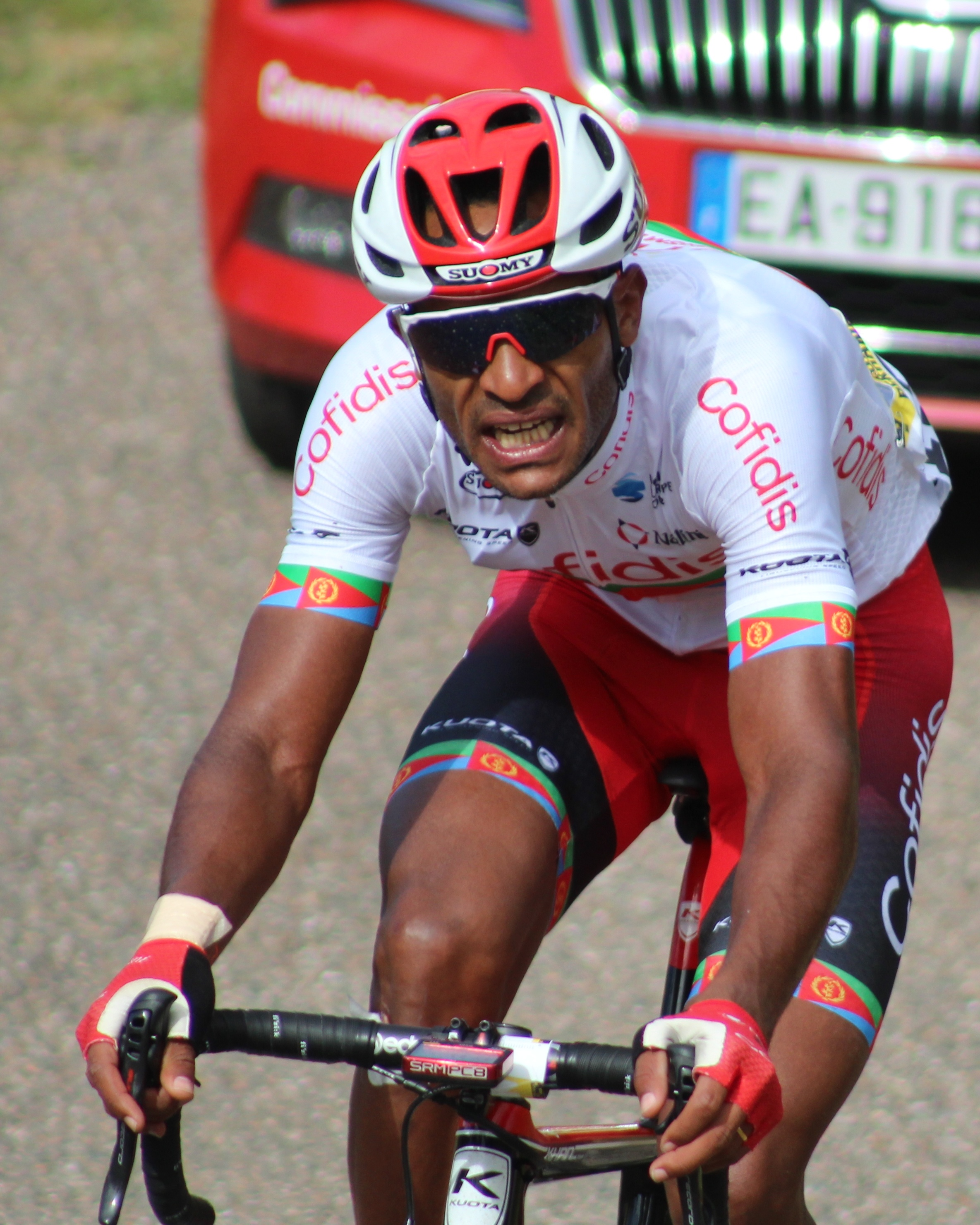
Natnael Berhane vêtu du maillot de champion d'Érythrée lors du Tour de France 2019

- 2 : Natnael Berhane, Merhawi Kudus

### Podiums du contre-la-montre
| Année | Vainqueur              | Deuxième         | Troisième              |
| ----- | ---------------------- | ---------------- | ---------------------- |
| 2011  | Daniel Teklehaimanot   | Fregalsi Debesay | Jani Tewelde           |
| 2012  | Daniel Teklehaimanot   | Meron Russom     | Jani Tewelde           |
| 2013  | Metkel Kiflay          | Meron Russom     | Tesfom Okbamariam      |
| 2014  | Natnael Berhane        | Mekseb Debesay   | Meron Teshome          |
| 2015  | Daniel Teklehaimanot   | Meron Teshome    | Natnael Berhane        |
| 2016  | Daniel Teklehaimanot   | Meron Teshome    | Merhawi Kudus          |
| 2017  | Mekseb Debesay         | Natnael Berhane  | Daniel Teklehaimanot   |
| 2018  | Daniel Teklehaimanot   | Zemenfes Solomon | Aron Debretsion        |
| 2019  | Amanuel Gebrezgabihier | Sirak Tesfom     | Merhawi Kudus          |
| 2020  | Pas organisé           | Pas organisé     | Pas organisé           |
| 2021  | Merhawi Kudus          | Mekseb Debesay   | Dawit Yemane           |
| 2022  | Biniam Girmay          | Merhawi Kudus    | Amanuel Gebrezgabihier |
| 2023  | Amanuel Gebrezgabihier | Merhawi Kudus    | Aklilu Arefayne        |
| 2024  | Amanuel Gebrezgabihier | Henok Mulubrhan  | Biniam Girmay          |
| 2025  | Amanuel Gebrezgabihier | Henok Mulubrhan  | Mewael Girmay          |

Multi-titrés
- 5 : Daniel Teklehaimanot
- 4 : Amanuel Gebrezgabihier

## Femmes

### Podiums de la course en ligne
| Année | Vainqueur            | Deuxième             | Troisième           |
| ----- | -------------------- | -------------------- | ------------------- |
| 2014  | Wehazit Kidane       | Yorsalem Ghebru      | Mossana Debesay     |
| 2016  | Yohana Dawit Mengis  | Alem Beyene          | Bisrat Ghebremeskel |
| 2017  | Wogahta Ghebrehiwet  | Tighisti Ghebrihiwet | Bisrat Ghebremeskel |
| 2019  | Danait Fitsum        | Desiet Kidane        | Mossana Debesay     |
| 2020  | Pas organisé         | Pas organisé         | Pas organisé        |
| 2021  | Bisrat Ghebremeskel  | Adiam Dawit          | Adiam Tesfalem Ande |
| 2022  | Monalisa Araya       | Kisanet Weldemichael | Adiam Dawit         |
| 2023  | Kisanet Weldemichael | Adiam Dawit          | Feven Haile         |
| 2024  | Kisanet Weldemichael |                      |                     |
| 2025  | Monalisa Araya       | Rahel Negasi         | Suzana Fisehaye     |

### Podiums du contre-la-montre
| Année | Vainqueur           | Deuxième            | Troisième          |
| ----- | ------------------- | ------------------- | ------------------ |
| 2014  | Wehazit Kidane      | Mosana Debesay      | Tsehaynesh Fitsum  |
| 2015  | Mossana Debesay     | Wegaheta Gebrihiwt  | Yohana Fetwi       |
| 2016  | Mossana Debesay     | Yohana Dawit Mengis | Wegaheta Gebrihiwt |
| 2017  | Mossana Debesay     | Wogahta Ghebrehiwet | Wehazit Kidane     |
| 2019  | Desiet Kidane       | Adiam Tesfalem Ande | Mossana Debesay    |
| 2020  | Pas organisé        | Pas organisé        | Pas organisé       |
| 2021  | Adiam Tesfalem Ande | Danait Fitsum       | Birikti Fessehaye  |
| 2022  | Danait Fitsum       | Adiam Dawit         | Milena Yafet       |
| 2024  | Adiam Dawit         | Milena Gebrekrstos  | Suzana Fisehaye    |
| 2025  |                     |                     |                    |

Multi-titrées
- 3 : Mossana Debesay

## Espoirs Hommes

### Podiums de la course en ligne
| Année | Vainqueur              | Deuxième               | Troisième          |
| ----- | ---------------------- | ---------------------- | ------------------ |
| 2015  | Amanuel Gebrezgabihier | Yonatan Haile          | Mehari Tesfatsion  |
| 2016  | Merhawi Kudus          | Amanuel Gebrezgabihier | Kibrom Mehari      |
| 2018  | Henok Mulubrhan        | Awet Habtom            | Robel Tewelde      |
| 2019  | Natnael Tesfatsion     | Robel Tewelde          | Hager Andemariam   |
| 2020  | Pas organisé           | Pas organisé           | Pas organisé       |
| 2021  | Efrem Gebrehiwet       | Petros Mengis          | Hager Andemariam   |
| 2022  | Niyat Russom           | Milkias Kudus          | Samsom Habte       |
| 2023  | Awet Aman              | Petros Mengis          | Aklilu Arefayne    |
| 2024  | Aklilu Arefayne        | Mewael Ghirmay         | Yafiet Mulugeta    |
| 2025  | Yoel Habteab           | Robel Habtemariam      | Danyom Fitsumbrhan |

### Podiums du contre-la-montre
| Année | Vainqueur        | Deuxième               | Troisième           |
| ----- | ---------------- | ---------------------- | ------------------- |
| 2015  | Merhawi Kudus    | Metkel Eyob            | Yonas Tekeste       |
| 2016  | Merhawi Kudus    | Amanuel Gebrezgabihier | Robel Tewelde       |
| 2018  | Zemenfes Solomon | Awet Habtom            | Simon Musie         |
| 2019  | Biniyam Ghirmay  | Yakob Debesay          | Daniel Habtemichael |
| 2020  | Pas organisé     | Pas organisé           | Pas organisé        |
| 2021  | Petros Mengis    | Sela Weldemicael       | Mehari Tewelde      |
| 2022  | Biniyam Ghirmay  | Petros Mengis          | Nahom Kifle         |
| 2023  | Aklilu Arefayne  | Petros Mengis          | Hebron Berhane      |
| 2024  | Aklilu Arefayne  | Samuel Hayelom         | Esrom Tesfay        |
| 2025  | Mewael Girmay    | Hebron Berhane         | Yafiet Mulugeta     |

Multi-titrés
- Merhawi Kudus, Biniyam Ghirmay, Aklilu Arefayne

## Juniors Hommes

### Podiums de la course en ligne
| Année | Vainqueur           | Deuxième      | Troisième         |
| ----- | ------------------- | ------------- | ----------------- |
| 2015  | Awet Habtom         | Nahom Melake  | Abel Aregay       |
| 2016  | Filimon Mebrahtu    | Awet Habtom   | Meron Gebreyesus  |
| 2019  | Samuel Misgina      | Samsom Habte  | Efdon Michael     |
| 2020  | Pas organisé        | Pas organisé  | Pas organisé      |
| 2021  | Paulos Gebremichael | Nahom Kifle   | Simon Gezai       |
| 2022  | Metkel Gebrenugus   | Daniel Tedros | Robel Habtemariam |
| 2025  | Nahom Efriem        | Naod Bereket  | Michael Daniel    |

### Podiums du contre-la-montre
| Année | Vainqueur        | Deuxième        | Troisième         |
| ----- | ---------------- | --------------- | ----------------- |
| 2015  | Zemenfes Solomon | Semere Zeray    | Robel Tewelde     |
| 2016  | Sirak Tesfom     | Awet Habtom     | Natnael Mebrahtom |
| 2017  | Yakob Debesay    |                 |                   |
| 2019  | Metkel Misgun    | Filmon Negasi   | Nahom Zerai       |
| 2020  | Pas organisé     | Pas organisé    | Pas organisé      |
| 2021  | Milkias Kudus    | Aklilu Arefayne | Yoel Habteab      |
| 2022  | Aklilu Arefayne  | Samuel Hayelom  | Yoel Habteab      |